# Провулок Зелений (Черкаси)
Провулок Зеле́ний — провулок в Черкасах.

## Розташування
Провулок не є суцільним, і складається з двох частин. Перша частина протяжністю 300 м проходить від вулиці Гуржіївської на південний схід, через 100 м під прямим кутом повертає і тягнеться на північний схід. Інша частина провулка відгалужується від першої за 120 м від повороту і простягається на південний схід, перетинаючи вулицю В'ячеслава Чорновола та провулок Пугачова.

## Опис
Провулок не асфальтований. Нумерація будинків, яку має лише перша частина, йде з тупика, навпаки опису вище: по непарній стороні від 1 до 37, по парній — від 2 до 24.

## Походження назви
Провулок був утворений 1960 року і до 2016 року називався на честь Пархоменка, червоноармійця та учасника бойових дій в Україні 1917-1921 років, а після декомунізації він отримав сучасну нейтральну назву.